# تاتیانا نابیه‌وا
تاتیانا نابیه‌وا (به انگلیسی: Tatiana Nabieva) ژیمناست زادهٔ ۲۱ نوامبر ۱۹۹۴ میلادی اهل کشور روسیه است.